# 八旗领主
八旗领主:54指八旗制度下，领有数个佐领、拥有不同数量部众:91的清朝宗室王公（入八分公）:59。
八旗建立之初即存在的八旗领主非完全意义上的“領主”。清廷入关后，随着中央集权的加强，清廷不断削弱领主的权力:91。到道光朝时，通过解除下五旗旗分佐领下人的属人身份等措施，将领主体系仅限于包衣组织内:59。

## 后金时期
后金时期，努尔哈赤创立八旗，牛录（穆麟德轉寫：niru，后翻译为佐领）为其基本单位。当时，将兼并、归附的外来部众编立牛录，以明确其领属关系。努尔哈赤的儿子、侄子等家族成员依个人身份，按宗法制度、嫡庶差别等领有不同数量的牛录。八旗绝大部分牛录由努尔哈赤家族成员领有:91。凡领有一定数量牛录的努尔哈赤家族成员，即是八旗领主。除宗室身份外，他们通常拥有不同等级的爵位，是为入八分公:59。同时，八旗内异姓分封爵位的勋旧功臣，虽是领有少量的部属“专主”身份，却仍然隶属于八旗领主。
《滿文老檔》天聪六年三月十三日条的记载，将八旗贝勒分为主旗贝勒（滿文轉寫：gūsa ejelehe beise）、不主旗议政贝勒（滿文轉寫：gūsa ejeleheku bime doro be aliha beise）。主旗贝勒即旗主，不主旗议政贝勒即“在旗内领有牛录、参与议政而不专主一旗的贝勒”:155。
当代学者杜家骥认为，八旗领主与一般所指的領主不同。他指：第一，八旗旗主、领主与属人虽有领属关系，但各旗由清廷统辖和控制，中央政府掌握牛录的予夺、分配，八旗官兵和人役的调动；第二，旗主、领主拥有爵位、部众，但没有領地。清廷入关后，更限制居于京城。他将之称为“中央集权控制下的带有领主特征的分封制”:91。

## 入关后
清廷入关后，历代清帝不断削弱领主对旗分佐领的统治:91:59。顺治朝起，皇帝直接掌握上三旗，为三旗旗主。顺治帝青年早逝，遗留的皇子皆十分年幼。康熙朝时，由康熙帝分封兄弟、儿子（皇子）佐领。分封时，即从上三旗中分予佐领带入下五旗，同时也进占下五旗王公的佐领。分封佐领数目，即所领旗人的多少，以爵位高低为原则。康熙初年至雍正年间，亲王、郡王依规制，给满洲佐领、蒙古佐领、汉军佐领各三；贝勒、贝子，给满洲佐领三、蒙古佐领一、汉军佐领二；入八分公，给满洲佐领一、蒙古佐领一:92。
雍正朝，雍正帝采用多项措施对八旗制度进行改革。雍正元年（1723年）四月，雍正帝下令“上旗佐领不再给予诸王”:57。故此后没有因分封皇子佐领，而将上三旗佐领带入下五旗的记载。当代学者杜家骥推测，“应该是全部进占下五旗王公的佐领了”:92。有研究者指出，清廷两次分配允祜佐领为例，均是以正蓝旗内部无领主管辖的佐领进行分派，并未完全强占旗内其他入八分王公的旗分佐领。经过雍正帝“循序渐进”的改革，八旗从“领主制社会向官僚制社会过渡:59”。
道光朝，清廷通过限制恩封及军功诸王属下佐领数目，以及解除下五旗旗分佐领下人（正身旗人）的属人身份等措施，将领主体系仅限于包衣组织内:59。